# Santiago Olivera
Santiago Olivera (Buenos Aires, Argentina, 7 de janeiro de 1959) é um prelado argentino da Igreja Católica e bispo militar do ordinariato militar argentino.
Foi ordenado sacerdote da Diocese de Morón em 18 de setembro de 1984.
Em 24 de junho de 2008, Papa Bento XVI o nomeou bispo de Cruz del Eje.
Em 18 de agosto de 2008, recebeu sua consagração episcopal do bispo emérito de Morón Justo Oscar Laguna. Os co-consagradores foram o Bispo de Morón, Luis Guillermo Eichhorn, e o bispo emérito de Cruz del Eje, Omar Félix Colomé.
O Papa Francisco o nomeou bispo militar da Argentina em 28 de março de 2017. A posse ocorreu em 30 de junho do mesmo ano.

## Ligações extrernas
- Hierarquia Católica: Bispo Santiago Olivera